# سيليست سيد
سيليست سيد (بالإسبانية: Celeste Cid)‏ هي عارضة وممثلة أرجنتينية، ولدت في 19 يناير 1984 في San Cristóbal, Buenos Aires ‏ في الأرجنتين.

## وصلات خارجية
- سيليست سيد على موقع IMDb (الإنجليزية)
- سيليست سيد على موقع روتن توميتوز (الإنجليزية)
- سيليست سيد على موقع ألو سيني (الفرنسية)
- سيليست سيد على موقع أول موفي (الإنجليزية)
- سيليست سيد على موقع قاعدة بيانات الفيلم (الإنجليزية)
- سيليست سيد على موقع كينوبويسك (الروسية)